# Pieter-Dirk Uys
Pieter-Dirk Uys, né le 28 septembre 1945 à Le Cap, est un artiste, auteur, satiriste et activiste social sud-africain. Son rôle le plus connu est celui d’ Evita Bezuidenhout, une mondaine afrikaner.

## Origines et éducation
Pieter-Dirk Uys nait Le Cap le 28 septembre 1945 de Hannes Uys, un père afrikaner calviniste, et de Helga Basse (en), une mère juive née à Berlin,.
Il reçoit  avec sa sœur une éducation  de l'église réformée néerlandaise  encouragé par sa mère à adopter la culture afrikaner.

## Carrière
Il obtient une licence à l'Université du Cap et commence sa carrière en tant qu'acteur sous la tutelle de Rosalie van der Gught, Mavis Taylor et Robert Mohr, entre autres.
Ses performances à cette époque comprennent des rôles dans Little Malcolm et sa lutte contre les eunuques, The FantasticksThe Fantasticks The Fantasticks (en) et Once Upon a MattressOnce Upon a Mattress Once Upon a Mattress (en).
Plusieurs de ses pièces sont jouées au Space Theatre, au Cap, et sa pièce de 1979 Paradise is Closing Down à Londres, au Festival d'Édimbourg (coproduite par William Burdett-Coutts ),et produite plus tard pour Granada Television en 1981.
Par la suite, elle tourne des revues solo au plus fort de l'apartheid. Son spectacle Adapt or Dye débute au Market Theatre de Johannesburg en 1981. Il enchaîne avec Farce about Uys: A Legal Assembly in Two Riotous Acts .
Après les premières élections non raciales en Afrique du Sud en 1994, Uys joue dans une série télévisée, Funigalore, dans laquelle Evita interviewe Nelson Mandela et d'autres hommes politiques éminents de l'époque.
Il s'implique dans la sensibilisation au SIDA auprès des enfants et dans l'éducation à l'utilisation des préservatifs, se rendant dans les écoles de toute l'Afrique du Sud pour diffuser le message d'une sexualité sûre et responsable.

## Prix et distinctions
- 1997: Docteur honoris causa de l'Université Rhodes.
- 2003: Docteur honoris causa de l'Université du Cap en 2003.
- 2011: Prix TMSA Naledi Lifetime Achiever Award[7]et Teddy spécial au Festival international du film de Berlin[5].
- 2018: Prix Hertzog pour le théâtre.

## Œuvres littéraires
- (en) Farce about Uys: A Legal Assembly in Two Riotous Acts, J. Ball and Ad. Donker Pub., 1983 (ISBN 978-0-86850-077-5, lire en ligne).
- (en) Selle ou Storie: a play, A. Donker, 1983 (ISBN 978-0-86852-027-8).
- (en) Paradise is closing down and other plays, Penguin Books, coll. « A Penguin book Drama, theatre », 1989 (ISBN 978-0-14-048228-7).
- (en) Funigalore: Evita's Real-life Adventures in Wonderland, Penguin, 1995 (ISBN 978-0-14-025313-9, lire en ligne).
- (en) The essential Evita Bezuidenhout, David Philip Publishers, coll. « Essential », 1997 (ISBN 978-0-86486-349-2).
- (en) A Part Hate, A Part Love: The Legend of Evita Bezuidenhout, Penguin Random House South Africa, 15 novembre 2012 (ISBN 978-1-77022-513-8, lire en ligne)
- (en) No space on Long Street: Marshrose: two plays, ComPress, 2000 (ISBN 978-1-919833-10-1).
- (en) Elections & erections: a memoir of fear and fun, Zebra, 2002 (ISBN 978-1-86872-665-3).

## Films et documentaires
- Patinage sur des Uys minces, une comédie de 1985 parodiant PW Botha
- Going Down Gorgeous, (1998-2000) une comédie de la SABC sur l'Afrique du Sud post-apartheid[8],[9].
- Chéri! L'histoire de Pieter-Dirk Uys, un documentaire de 2007 de Julian Shaw
- How to make Rooibos Rusks avec Evita Bezuidenhout[10].

## Note et Références

## Liens
- Ressource relative au spectacle :   - Archives suisses des arts de la scène
- Ressource relative à la musique :   - MusicBrainz
- Ressource relative à l'audiovisuel :   - IMDb
- Notices dans des dictionnaires ou encyclopédies généralistes :   - Brockhaus
  - Store norske leksikon
- Notices d'autorité :   - VIAF
  - ISNI
  - BnF (données)
  - IdRef
  - LCCN
  - GND
  - CiNii
  - Belgique
  - Pays-Bas
  - Australie
  - WorldCat